# NGC 7389
NGC 7389 est une galaxie lenticulaire barrée située dans la constellation de Pégase. Cette galaxie a été découverte par l'ingénieur irlandais Bindon Stoney  en 1850. Sa vitesse par rapport au fond diffus cosmologique est de 7 565 ± 38 km/s, ce qui correspond à une distance de Hubble de 111,6 ± 7,8 Mpc (∼364 millions d'al).

## Classification
Les avis diffèrent sur la classification de NGC 7389, lenticulaire barrée selon la base de données NASA/IPAC et Wolfgang Steinicke, spirale barrée selon la base de données HyperLeda, spirale(?) selon le professeur Seligman. Il n'y a pas de bras spiraux nettement visibles sur l'image obtenue du relevé SDSS, mais une barre est clairement visible. La classification SB0 semble mieux décrire cette galaxie.

## Description
En raison d'une brillance de surface égale à 14,15 mag/am2, on peut qualifier NGC 7389 de galaxie à faible brillance de surface (LSB en anglais pour low surface brightness). Les galaxies LSB sont des galaxies diffuses (D) avec une brillance de surface inférieure de moins d'une magnitude à celle du ciel nocturne ambiant.
À ce jour, deux mesures non basée sur le décalage vers le rouge (redshift) donne une distance de 70,350 ± 15,486 Mpc (∼229 millions d'al). Cette valeur est nettement à l'extérieur des valeurs de la distance de Hubble. Notons que c'est avec la valeur moyenne des mesures indépendantes, lorsqu'elles existent, que la base de données NASA/IPAC calcule le diamètre d'une galaxie et qu'en conséquence le diamètre de NGC 7389 pourrait être d'environ 38,1 kpc (∼124 000 al) si on utilisait la distance de Hubble pour le calculer.

## Groupe WBL 688

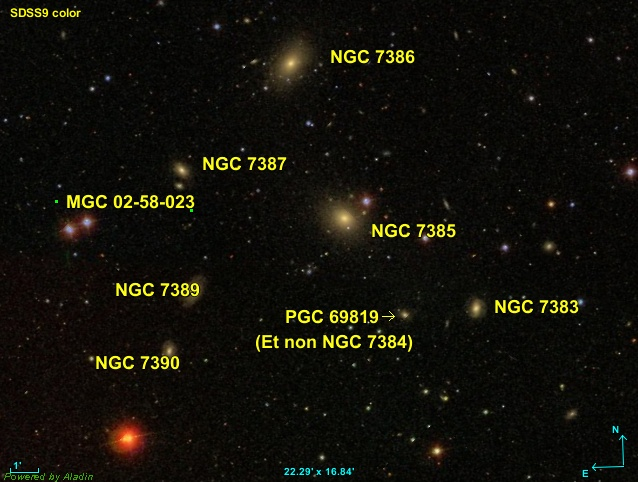
Plusieurs galaxies dans cette région du ciel forment peut-être un groupe de galaxies.

Un catalogue de 732 groupes de galaxies rapprochés et pauvres en membres a été publié en mai 1999 par Richard A. White, Mark Bliton, Suketu P. Bhavsar, Patricia Bornmann, Jack O. Burns, Michael J. Ledlow et Christen Loken. La désignation employée pour les groupes de ce catalogue est WBLxyz-abc, où les lettres x, y et z correspondent au numéro du groupe et a, b et c, à celui de la galaxie. Cependant, l'identification abc de la galaxie est souvent absente. Le catalogue indique aussi les coordonnées du groupe et le nombre de membres de celui-ci.
Comme le montre l'image du relevé SDSS, il y a plusieurs galaxies dans la même région de la sphère céleste que NGC 7387. Les distances de Hubble de ces galaxies sont :
- NGC 7383 : 111,58 ± 7,82 Mpc (∼364 millions d'al)[7]
- NGC 7385 : 110,31 ± 7,73 Mpc (∼360 millions d'al)[8]
- NGC 7386 : 102,51 ± 7,1 Mpc (∼334 millions d'al)[9]
- NGC 7387 : 99,55 ± 6,98 Mpc (∼325 millions d'al)[10]
- NGC 7389 : 111,58 ± 7,84 Mpc (∼364 millions d'al)[1]
- NGC 7390 : 117,58 ± 8,24 Mpc (∼383 millions d'al)[11]
- PGC 69835 : 108,96 ± 7,69 Mpc (∼355 millions d'al)[12]
- PGC 69819 : 102,46 ± 7,19 Mpc (∼334 millions d'al)[13]

En consultant la base de données NASA/IPAC, on se rend compte que toutes ces galaxies, sauf la dernière, font partie du groupe WBL 688. Les distances de ces huit galaxies se trouvent toutes à l'intérieur des limites de 108,1 ± 6,0 Mpc (∼353 millions d'al), la moyenne et l'écart type des distances de ces galaxies. Ces galaxies pourraient donc former un groupe de galaxies de huit membres. Cependant, l'article de White et al. mentionne que ce groupe renferme seulement six galaxies et malheureusement, la désignation de celles-ci n'est pas identifiée.